# 加亚克站
加亚克站，是法国的一个铁路车站，位于法国西南部城市加亚克。

## 位置
加亚克站位于加亚克市区的北部，距离市区大约1公里。车站大致呈东北-西南走向，开口朝东南。

## 历史
加亚克站建于1864年，和布里夫－图卢兹铁路一道投入使用。2010年进行了修缮。

## 设施
加亚克站设有人工售票窗口，开放时间如下：
- 周一至五：06:10~20:25
- 周六：09:05~12:25和13:25~18:00
- 周日及节假日：13:10~20:05

此外，加亚克站还设有无障碍设施，但由于其站内没有天桥和地下通道，致使前往上行方向列车站台的乘客必须横穿铁路正线，因此该站存在一定的安全隐患。

## 站台设置
| 西北↑ |             |                    |             |
|       |             | 已废弃             |             |
|       | 岛式        |                    |             |
| B道   |             | 布里夫－图卢兹铁路 | 阿勒比方向→ |
| A道   |             | 布里夫－图卢兹铁路 | ←图卢兹方向 |
|       | 侧式 主站房 |                    |             |
| 东南↓ |             |                    |             |

## 停靠线路
以下列车线路在加亚克站停靠：
| 加亚克站列车线路表     |      |                 |              |              |
| 线路                   | 车种 | 上一站          | 下一站       | 大致运行频率 |
| 罗德兹—图卢兹          | TER  | 阿尔比/特松涅尔 | 塔恩河畔里勒 | 每天8趟左右  |
| 卡尔莫/阿尔比—图卢兹   | TER  | 特松涅尔        | 塔恩河畔里勒 | 每天5~8趟    |
| 克莱蒙费朗—图卢兹      | TER  | 天弦            | 塔恩河畔里勒 | 每天1趟      |
| 欧里亚克/菲雅克—图卢兹 | TER  | 天弦            | 塔恩河畔里勒 | 每天3~5趟    |
| 1. 2.                  |      |                 |              |              |

## 配套交通

### 长途客车
| 停靠加亚克站的大巴车  |                                      |                                                                        |
| 上下车地点            | 运营单位                             | 主要目的地                                                             |
| 加亚克站前方大约200米 | 奥克西塔尼城际客运 Car Midi-Pyrénées | 蒙托邦、阿尔比                                                         |
| 加亚克站前方大约200米 | 塔恩省城际客运 Tarn'bus              | 卡斯特、拉沃尔、圣叙尔皮斯、格罗耶、洛特勒克                           |
| 加亚克站前方大约200米 | SNCF                                 | （当某条铁路线施工或罢工时，SNCF可能会提供途径该线路沿途站点的大巴车） |
| 1. 2. 3.              |                                      |                                                                        |

### 市内交通
| 加亚克站附近的市内公共交通线路 |                         |          |
| 公交车站名称                   | 位置                    | 停靠线路 |
| La Clavelle                    | 加亚克站正前方大约200米 | 3路、4路 |
| 1.                             |                         |          |

## 临近车站
| 加亚克站（Gare de Gaillac）    |                    |                |
| 上行车站                       | 线路               | 下行车站       |
| 特松涅尔站                     | 布里夫－图卢兹铁路 | 塔恩河畔里勒站 |
| - 本表仅显示运营中的线路及车站 |                    |                |